# Enicosanthum acuminatum
Enicosanthum acuminatum är en kirimojaväxtart som först beskrevs av George Henry Kendrick Thwaites, och fick sitt nu gällande namn av Airy Shaw. Enicosanthum acuminatum ingår i släktet Enicosanthum och familjen kirimojaväxter. IUCN kategoriserar arten globalt som sårbar. Inga underarter finns listade i Catalogue of Life.